# Punta Correntosa
La punta Correntosa (en inglés: Race Point) es un cabo rocoso que marca el extremo sur de la isla San José, ubicada al sudoeste de la isla Gran Malvina, en las Islas Malvinas. También marca la entrada oeste del canal Colón. Se encuentra cerca de la isla Dyke.